# Royal Football Club liégeois (tennis)
Le RFCL TC, ou Royal Football Club de Liège Tennis Club est la section tennis du Royal Football Club de Liège.

## Historiques
Fondé en 1923, il est le seul club avec la section hockey-sur-gazon à représenter les couleurs des sang et marines depuis l'exil du Royal Football Club de Liège en 1995.
Le RFCL TC est un des plus anciens clubs de tennis de Liège, il est porteur du matricule 4012.